# 지휘봉

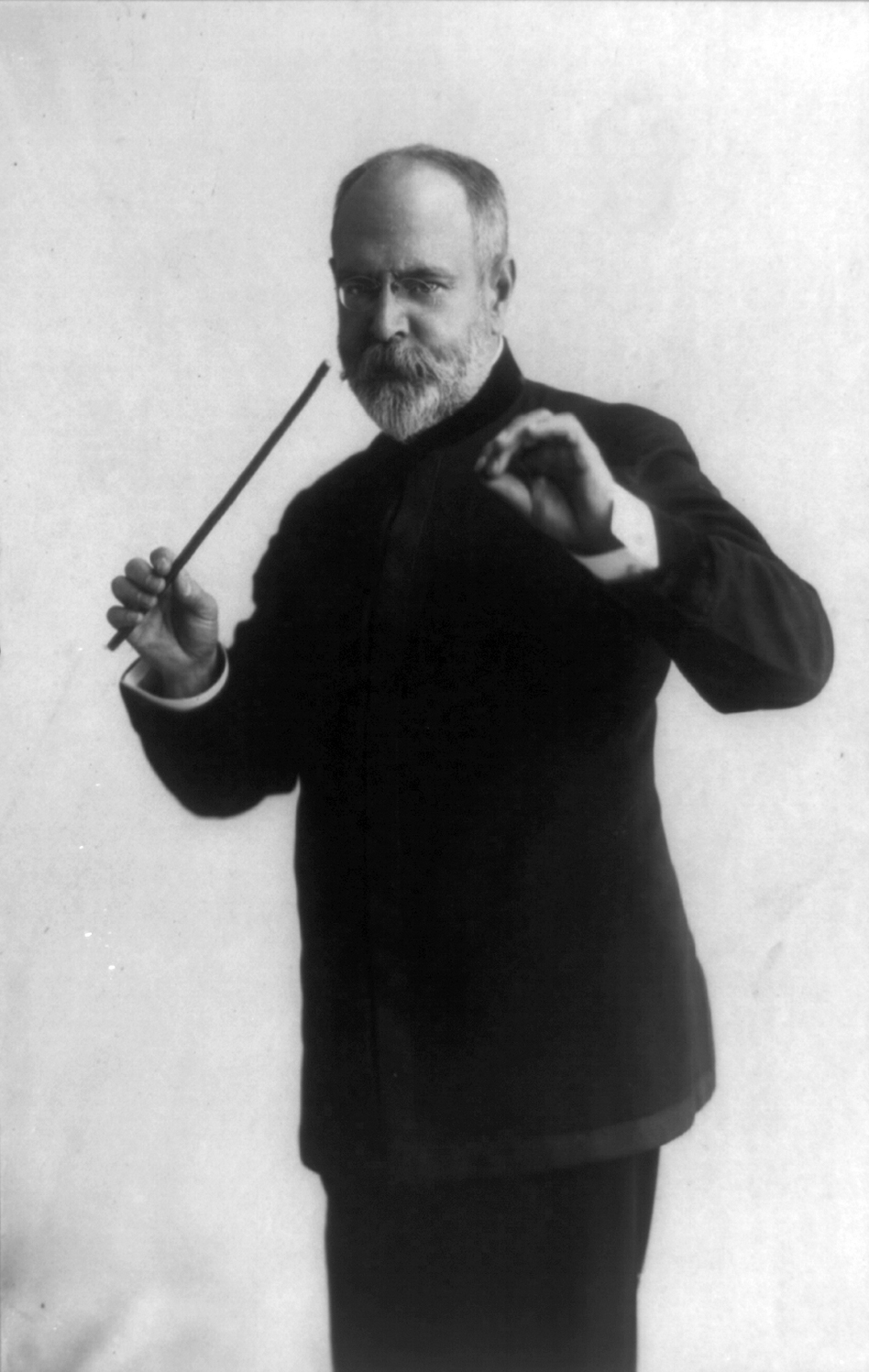
존 필립. (1911년)

지휘봉(指揮棒)은 지휘자가 사용하는 막대기이다. 지휘봉은 주로 오른손으로 잡는다.

## 군대
대위에서 소령으로 진급하면 영관급 장교가 되어 지휘봉이 따로 지급된다. 대령에서 준장으로 진급하면 지휘봉의 디자인이 달라진다.
과거 동아시아에서는 검을 지휘봉 용도로 사용하기도 했는데, 일례로 임진왜란 당시 조선 선조가 탄금대 전투에 출병하는 신립 장군에게 하사한 상방검 역시 지휘봉의 성격이 강한 검이다.

## 음악
오케스트라나 가창단 지휘자가 사용한다. 아주 가늘다.